# Anyphops leleupi
Espèce
Anyphops leleupi est une espèce d'araignées aranéomorphes de la famille des Selenopidae.

## Distribution
Cette espèce est endémique d'Afrique du Sud. Elle se rencontre au Limpopo et au Mpumalanga.

## Étymologie
Cette espèce est nommée en l'honneur de Narcisse Leleup.

## Publication originale
- Benoit, 1972 : Notules arachnologiques africaines II. Revue de Zoologie et de Botanique Africaines, vol. 85, p. 177-182.